# Michaël Vossaert
Michaël Vossaert (Brussel, 7 juni 1986) is een Belgisch politicus die actief was voor DéFI.

## Levensloop
Vossaert werd bachelor in de politieke wetenschappen en master in de bestuurswetenschappen aan de ULB. Van december 2008 tot juni 2014 was hij parlementair attaché voor FDF in het Brussels Hoofdstedelijk Parlement en van juli 2014 tot juli 2017 werkte hij als kabinetsmedewerker bevoegd voor parlementaire relaties voor minister in de Brusselse Hoofdstedelijke Regering Didier Gosuin.
Hij werd in 2008 politiek actief voor het toenmalige FDF. Van 2011 tot 2015 was hij politiek secretaris van de jongerenafdeling van de partij en eveneens voorzitter van de Jeunes FDF-afdeling van Sint-Jans-Molenbeek. Van mei 2015 tot mei 2017 was hij ondervoorzitter van de Brusselse FDF- en vervolgens DéFI-federatie en van mei 2017 tot december 2022 was hij de voorzitter van de federatie. In december 2022 was Vossaert kandidaat bij de voorzittersverkiezingen in de partij. Hij behaalde met 41 procent de tweede plaats en moest de duimen leggen voor zittend voorzitter François De Smet.
In juli 2017 werd hij tevens lid van het Brussels Hoofdstedelijk Parlement in opvolging van de overleden Barbara d'Ursel de Lobkowicz. Bij de verkiezingen van mei 2019 werd hij herkozen. In het Brussels Parlement was hij van 2017 tot 2019 lid van de commissie Leefmilieu en Energie en van 2019 tot 2024 voorzitter van de commissie Economie en Tewerkstelling en van 2019 tot 2021 was hij fractievoorzitter en van 2021 tot 2024 derde ondervoorzitter van het Parlement francophone bruxellois, het parlement van de Franse Gemeenschapscommissie. Daarnaast vertegenwoordigde Vossaert zijn partij in het Parlement van de Franse Gemeenschap, waar hij vanaf 2021 de officieuze fractieleider van zijn partij was. 
Van december 2012 tot maart 2020 was Vossaert bovendien gemeenteraadslid van Molenbeek. In maart 2020 nam hij ontslag uit de gemeenteraad om zich op zijn parlementaire functies en het voorzitterschap van de Brusselse DéFI-afdeling te concentreren.
In maart 2024 verliet Michaël Vossaert DéFI naar aanleiding van het conflict dat binnen de partij was ontstaan over de lijstvorming voor het Brussels Hoofdstedelijk Gewest, waarbij voorzitter François De Smet tegenover zijn voorganger Olivier Maingain kwam te staan. Vossaert koos de zijde van Maingain en zegde zijn vertrouwen in De Smet op, alsook zijn lidmaatschap van DéFI. Hij ging hierna als onafhankelijke zetelen in het Brussels Parlement en het Parlement van de Franse Gemeenschap en stelde zich niet meer kandidaat bij de Brusselse gewestverkiezingen van juni 2024.
Bij de gemeenteraadsverkiezingen van oktober 2024 werd Vossaert verruimingskandidaat op de lijst van de liberale MR in Sint-Jans-Molenbeek. Hij sloot zich evenwel niet aan bij de partij. Vossaert raakte verkozen tot gemeenteraadslid en oefent deze functie sinds december dat jaar opnieuw uit.

## Voetbal
Vanaf zesjarige leeftijd speelde Vossaert voetbal, voornamelijk bij Racing White Daring Molenbeek (RWDM), waar hij van 2004 tot 2012 jeugdtrainer was. Vervolgens werd hij sportief directeur bij FC Ganshoren, de voetbalclub waarvan hij sinds oktober 2021 voorzitter is.